# Округ Повашка Бистрица
Округ Повашка Бистрица (слч. Okres Považská Bystrica) округ је у Тренчинском крају, у Словачкој Републици. Административно средиште округа је град Повашка Бистрица.

## Географија
Налази се у сјеверном дијелу Тренчинског краја.
Граничи:
- на сјеверу је Чешка,
- источно и јужно Жилински крај,
- западно Округ Пухов.

Клима је умјерено континентална.

## Становништво
| Година:    | 1994.  | 2004.   | 2014.   | 2024.   |
| ---------- | ------ | ------- | ------- | ------- |
| Број људи: | 65 381 | 64 708  | 63 176  | 60 361  |
| Разлика:   |        | -1,02 % | -2,36 % | -4,45 % |

| Година:    | 2023.  | 2024.   |
| ---------- | ------ | ------- |
| Број људи: | 60 577 | 60 361  |
| Разлика:   |        | -0,35 % |

Према подацима о броју становника из 2011. године округ је имао 63.543 становника. Словаци чине 92,69% становништва.
| Етнички састав (2011)‍ | Етнички састав (2011)‍ | Етнички састав (2011)‍ | Етнички састав (2011)‍ | Етнички састав (2011)‍ |
| --------------------- | --------------------- | --------------------- | --------------------- | --------------------- |
|                       |                       |                       |                       |                       |
| Словаци               | Словаци               |                       | 0                     | 92,69%                |
| Чеси                  | Чеси                  |                       | 0                     | 0,57%                 |
| остали, непознато     | остали, непознато     |                       | 0                     | 6,74%                 |

## Насеља
У округу се налази један град и 27 насељених мјеста.